# 시마다 겐타로
시마다 겐타로(일본어: 島田 源太郎, 1939년 8월 25일 ~ )는 일본의 전 프로 야구 선수이자 야구 지도자이다. 미야기현 출신이며 현역 시절 포지션은 투수였다.

## 인물
미야기현 게센누마 고등학교 시절인 1957년 하계 고시엔 미야기현 예선 준결승전에 진출했지만 센다이 제2고등학교에게 패했다. 졸업 후 모리오카 철도 관리국에 입사하기로 정해졌지만 프로 진출의 꿈을 버리지 못하고 1958년 다이요 웨일스에 테스트를 통해서 입단했다. 그 해부터 1군에 합류하여 이듬해 1959년 4월에는 첫 선발 등판을 이뤘다. 1960년에는 시즌 개막 후부터 선발 기대주로서 기용됐고 8월 11일 오사카 타이거스전에서 역대 최연소(20세 11개월)로 퍼펙트 게임을 달성했다. 그 해에는 팀내 최다인 41경기에 선발 등판하여 아키야마 노보루(21승) 다음으로 시즌 19승을 올렸고 구단 사상 첫 리그 우승에 기여했다. 마이니치 다이에이 오리온스와의 일본 시리즈에서도 2경기에 선발 등판했는데 특히 2차전에서는 승리 투수가 되면서 팀의 일본 시리즈 우승에 큰 기여를 했다.
이듬해 1961년에 시즌 9승을 올렸고 그 다음해인 1962년에는 개막전 선발 투수를 맡았지만 추계 스프링 캠프에서 오른쪽 어깨 통증을 일으켜 오랫동안 침체를 겪어야만 했다. 1967년 10월에는 선발로 복귀하여 두 차례의 완봉승을 기록했지만 그 해 시즌 오프에는 자유 계약으로 여겨졌다. 하지만 가계부를 지참하여 어려운 가정 형편을 호소한 끝에 1년 재계약을 연장했다. 1968년에는 개막 이후 10연승을 기록하는 등 14승 6패와 승률 7할이라는 좋은 성적으로 최고 승률 타이틀을 차지했다.
1970년 시즌 종료 후 현역에서 은퇴했고 이듬해인 1971년에 다이요 투수 코치 보좌를 맡고 있었지만 1972년에 돌연 현역에 복귀했다. 현역에 복귀한 1972년에는 완투승을 포함하여 시즌 3승을 기록했지만 이듬해 1973년에 다시 현역에서 은퇴했다.
그 후 1974년부터 1981년까지 도호쿠 방송과 센다이 방송에서 야구 해설자를 거쳐 1982년부터 1983년까지 롯데 오리온스 2군 투수 코치를 지냈다.

## 상세 정보

### 출신 학교
- 미야기현 게센누마 고등학교

### 선수 경력
- 다이요 웨일스(1958년 ~ 1970년, 1972년 ~ 1973년)

### 지도자 경력
- 다이요 웨일스 투수 코치(1971년 ~ 1972년)
- 롯데 오리온스 2군 투수 코치(1982년 ~ 1983년)

### 수상·타이틀 경력
- 최고 승률 : 1회(1968년)

### 개인 기록
- 퍼펙트 게임 : 1회(1960년 8월 11일, 대 오사카 타이거스 전, 가와사키 구장) ※역대 6번째(역대 최연소 기록: 20세 11개월)
- 올스타전 출장 : 2회(1960년, 1968년)

### 등번호
- 53(1958년)
- 20(1959년 ~ 1971년, 1973년)
- 13(1972년)
- 75(1982년 ~ 1983년)

### 연도별 투수 성적
| 연 도       | 소 속       | 등 판 | 선 발 | 완 투 | 완 봉 | 무 4 구 | 승 리 | 패 전 | 세 이 브 | 홀 드 | 승 률 | 타 자 | 이 닝  | 피 안 타 | 피 홈 런 | 볼 넷 | 고 4 | 몸 맞 | 탈 삼 진 | 폭 투 | 보 크 | 실 점 | 자 책 점 | 평 자 책 | W H I P |
| ----------- | ----------- | ----- | ----- | ----- | ----- | ------- | ----- | ----- | -------- | ----- | ----- | ----- | ------ | -------- | -------- | ----- | ---- | ----- | -------- | ----- | ----- | ----- | -------- | -------- | ------- |
| 1958년      | 다이요      | 11    | 0     | 0     | 0     | 0       | 2     | 0     | --       | --    | 1.000 | 129   | 32.1   | 25       | 0        | 11    | 0    | 0     | 21       | 0     | 1     | 10    | 9        | 2.45     | 1.11    |
| 1959년      | 다이요      | 24    | 8     | 3     | 1     | 0       | 4     | 3     | --       | --    | .571  | 370   | 91.0   | 74       | 6        | 25    | 1    | 4     | 66       | 1     | 0     | 34    | 32       | 3.16     | 1.09    |
| 1960년      | 다이요      | 50    | 41    | 14    | 8     | 4       | 19    | 10    | --       | --    | .655  | 951   | 247.1  | 152      | 16       | 62    | 4    | 8     | 203      | 3     | 0     | 71    | 63       | 2.29     | 0.87    |
| 1961년      | 다이요      | 51    | 32    | 6     | 1     | 0       | 9     | 19    | --       | --    | .321  | 927   | 217.2  | 193      | 14       | 85    | 5    | 10    | 151      | 6     | 1     | 96    | 73       | 3.01     | 1.28    |
| 1962년      | 다이요      | 47    | 23    | 2     | 0     | 0       | 6     | 13    | --       | --    | .316  | 630   | 147.0  | 146      | 11       | 49    | 3    | 8     | 128      | 1     | 0     | 75    | 62       | 3.80     | 1.33    |
| 1963년      | 다이요      | 39    | 24    | 3     | 1     | 0       | 4     | 10    | --       | --    | .286  | 616   | 141.0  | 146      | 18       | 62    | 1    | 5     | 84       | 1     | 0     | 80    | 68       | 4.34     | 1.48    |
| 1964년      | 다이요      | 30    | 4     | 0     | 0     | 0       | 1     | 5     | --       | --    | .167  | 267   | 64.2   | 61       | 2        | 18    | 1    | 2     | 43       | 4     | 0     | 26    | 20       | 2.77     | 1.22    |
| 1965년      | 다이요      | 10    | 4     | 1     | 0     | 0       | 1     | 1     | --       | --    | .500  | 123   | 30.0   | 27       | 2        | 9     | 1    | 0     | 18       | 0     | 1     | 14    | 12       | 3.60     | 1.20    |
| 1966년      | 다이요      | 5     | 1     | 0     | 0     | 0       | 0     | 1     | --       | --    | .000  | 31    | 7.1    | 9        | 2        | 2     | 0    | 1     | 4        | 0     | 0     | 3     | 3        | 3.86     | 1.50    |
| 1967년      | 다이요      | 14    | 3     | 2     | 2     | 0       | 2     | 0     | --       | --    | 1.000 | 167   | 44.0   | 30       | 2        | 11    | 1    | 2     | 26       | 1     | 0     | 8     | 6        | 1.23     | 0.93    |
| 1968년      | 다이요      | 41    | 22    | 5     | 1     | 1       | 14    | 6     | --       | --    | .700  | 697   | 167.2  | 163      | 15       | 42    | 2    | 10    | 90       | 2     | 0     | 57    | 54       | 2.89     | 1.22    |
| 1969년      | 다이요      | 30    | 12    | 1     | 0     | 0       | 5     | 6     | --       | --    | .455  | 344   | 80.1   | 75       | 11       | 31    | 5    | 6     | 65       | 2     | 0     | 40    | 34       | 3.83     | 1.32    |
| 1970년      | 다이요      | 3     | 0     | 0     | 0     | 0       | 0     | 0     | --       | --    | ----  | 24    | 4.2    | 8        | 1        | 4     | 0    | 1     | 2        | 0     | 0     | 7     | 7        | 12.60    | 2.57    |
| 1972년      | 다이요      | 17    | 3     | 1     | 0     | 0       | 3     | 3     | --       | --    | .500  | 229   | 53.0   | 43       | 5        | 25    | 5    | 7     | 35       | 3     | 0     | 26    | 23       | 3.91     | 1.28    |
| 1973년      | 다이요      | 9     | 1     | 0     | 0     | 0       | 0     | 0     | --       | --    | ----  | 83    | 14.0   | 22       | 0        | 13    | 0    | 7     | 8        | 0     | 0     | 15    | 8        | 5.14     | 2.50    |
| 통산 : 15년 | 통산 : 15년 | 381   | 178   | 38    | 14    | 5       | 70    | 77    | --       | --    | .476  | 5588  | 1342.0 | 1174     | 105      | 449   | 29   | 71    | 944      | 24    | 3     | 562   | 474      | 3.18     | 1.21    |

- 굵은 글씨는 시즌 최고 성적.